# Барбет (музыкальный инструмент)
Барбет (Барбат) (перс.  بربط‎) — струнный щипковый плекторный инструмент. Широко распространён в арабских странах, Грузии, Иране, Турции, Греции и странах Ближнего Востока, употреблявшийся на территории Азербайджана до XVI—XVII вв. Принадлежит к семейству инструментов типа уда.

## Происхождение
Родиной инструмента считается Саудовская Аравия. Многие старинные источники сообщают, что некогда существовали трёх-, восьми — и десятиструнные разновидности барбета.

## Строение и изготовление

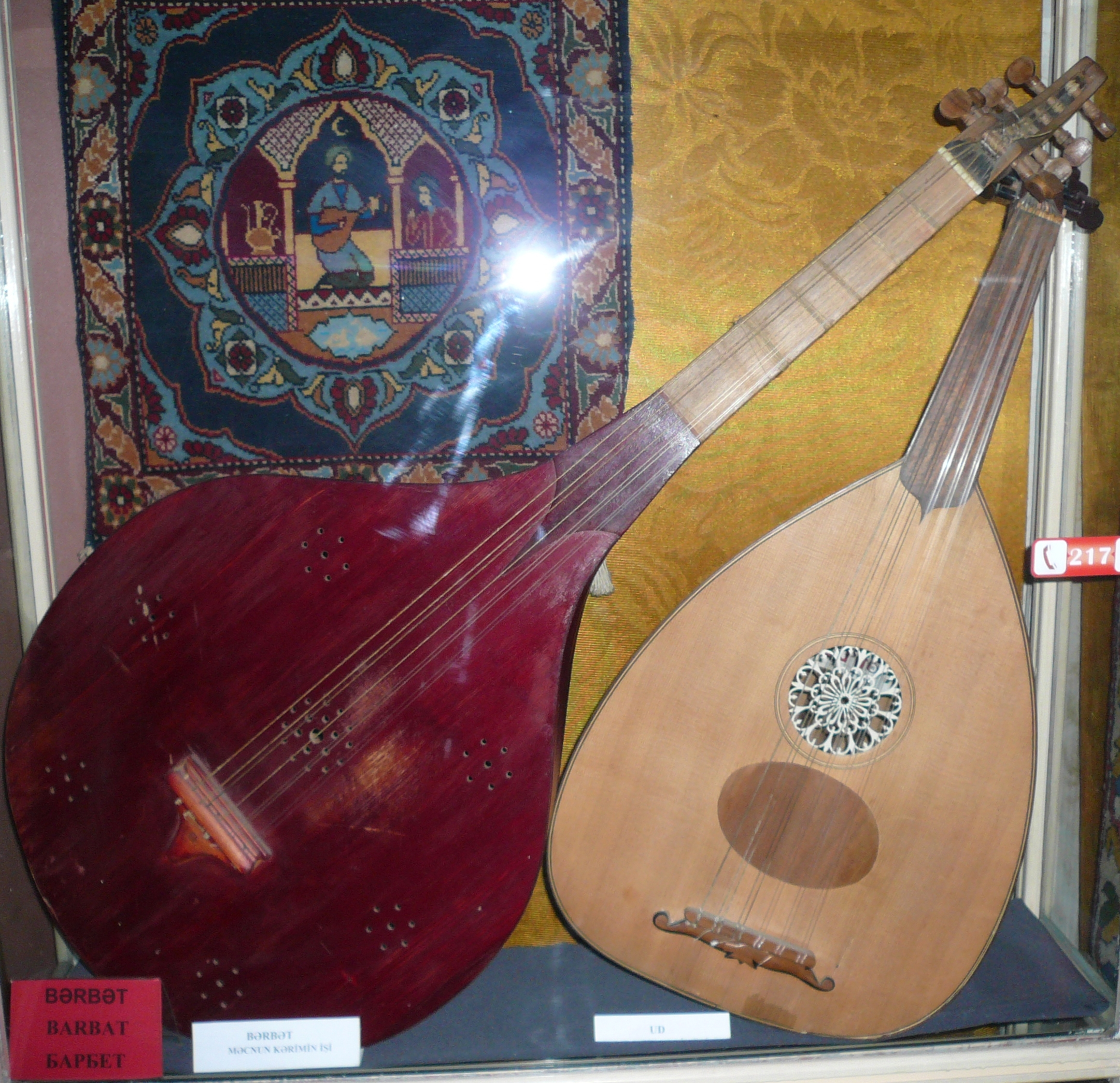
Барбет

Барбет состоит из трёх частей — корпуса, шейки и головки. Корпус собирают из 15 деревянных частей. Верхняя его Дека изготавливается из сосны и ели и имеет в толщину 4 мм. На гриф инструмента навязываются 9-12 жильных ладков. Шейка и головка изготавливается из ореха, корпус — из платана, красного дерева и ореха. Струны инструмента изготавливаются из шёлка и кишок животных.
- Длина — 665 мм
- Длина шейки инструмента — 205 мм
- Ширина — 465 мм
- Высота — 250 мм
- Диапазон охватывает звуки от «ми» большой октавы до «ми» второй октавы.

## Этимология

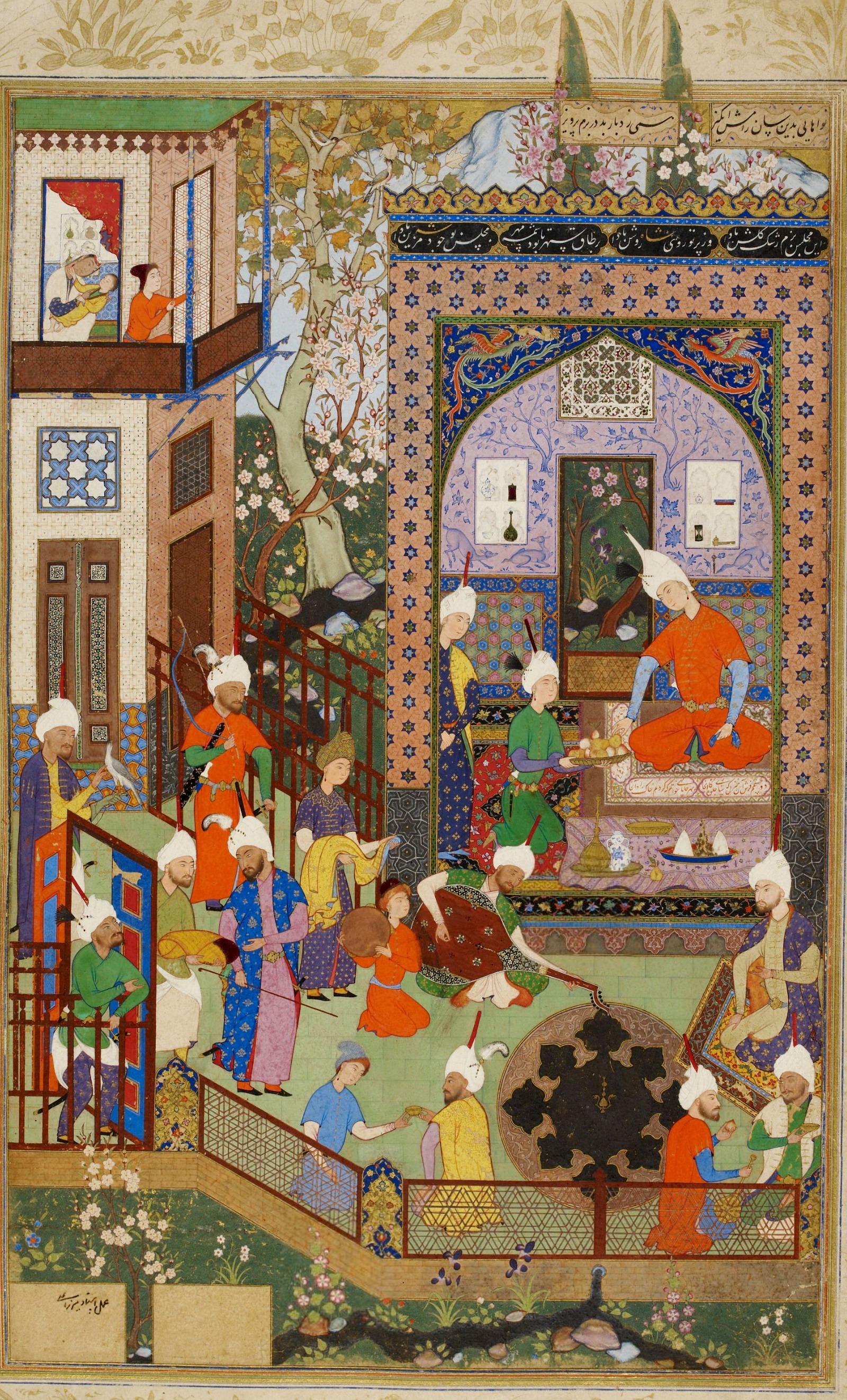
Хосров слушает музыку Барбада. Хамсе, Низами. 1539-43. Брит.библ

Слово «барбет» состоит из двух слов: «бар» — «грудь» и бет — «утка». Однако некоторые источники отмечают, что это слово переводится с арабского как «волнение на воде, зыбь». Поэт Низами Гянджеви в своих произведениях часто упоминает барбет. Из произведений Низами можно заключить, что создателем этого инструмента был известный музыкант, искусный исполнитель-инструменталист, певец, а также композитор по имени Барбед. В частности в поэме «Хосров и Ширин» поэт пишет:

Когда, как захмелевший соловей, вступал Барбед,

Струился, как вода, в его руках барбет.

Из сотни песен, что он знал,

Любимых тридцать подобрав,

Напевы так Барбед играл,

Что сердцу жизнь давал, иль душу отнимал.

## Исполнение
Барбет, как и уд, настраивается по чистым квартам. Первоначально на нём играли пальцами, но в настоящее время звук из инструмента извлекают при помощи плектра, изготавливаемого из мягких материалов. Барбет часто всего использовался во дворцах, во время пиршеств.